# A Little Night Music

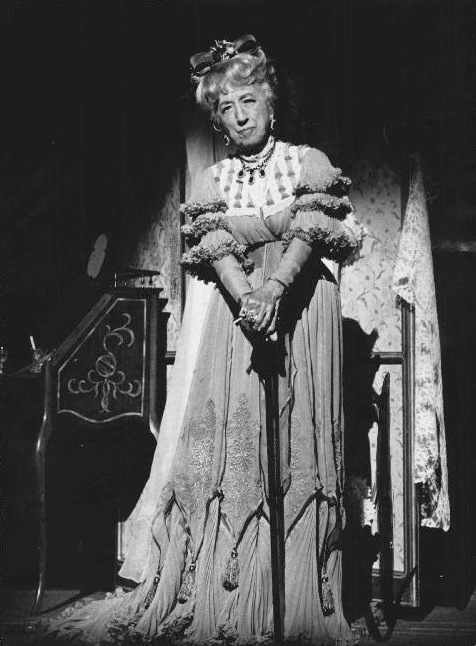
La actriz Margaret Hamilton interpretando a Madam Armfeldt en el tour nacional de 1974 del musical A Little Night Music.

A Little Night Music es un musical con música y letra de Stephen Sondheim y libreto de Hugh Wheeler. Inspirada en la película de Ingmar Bergman Sonrisas de una noche de verano, narra la vida romántica de varias parejas. La acción tiene lugar en Suecia a principios del siglo XX. El musical incluye la popular canción "Send in the Clowns". El título es la traducción literal del nombre alemán de la Serenata n º 13 para violín en sol mayor, Eine kleine Nachtmusik, de Mozart.
Desde su producción original en Broadway en 1973, el musical ha tenido diversas producciones y revivals en Londres y en otras partes, así como también se ha convertido en una elección popular para producciones de aficionados.

## Personajes
- Desirée Armfeldt: Una actriz..
- Fredrika Armfeldt: La hija de 13 años de Desirée, que podría ser producto de la vieja relación entre Fredrik y Desirée.
- Madame Armfeldt: Madre de Desirée.
- Conde Carl-Magnus Malcolm: Un militar fanfarrón, último amante de Desirée.
- Fredrik Egerman: Un abogado de éxito de mediana edad. Está casado con Anne, de sólo 18 años, y tiene un hijo de un matrimonio anterior, Henrik.
- Anne Egerman: La nueva e inocente esposa de Fredrik.
- Henrik Egerman: Hijo de Fredrik e hijastro de Anne. Un alma torturada que lee los trabajos de filósofos y teólogos.
- Petra: Criada y confidente de Anne.
- Charlotte Malcolm: Esposa de Carl-Magnus.
- Frid: Sirviente de Madame Armfeldt.
- The Liebeslieder Singers: 5 cantantes que actúan como un coro griego (Quinteto).

## Números musicales

### Acto I
- Overture – Mr. Lindquist, Mrs. Nordstrom, Mrs. Anderssen, Mr. Erlanson y Mrs. Segstrom (Quinteto)
- "Night Waltz" – Compañía
- "Now" – Fredrik Egerman
- "Later" – Henrik Egerman
- "Soon" – Anne Egerman, Fredrik y Henrik
- "The Glamorous Life" – Fredrika Armfeldt, Desirée Armfeldt, Madame Armfeldt y Quinteto
- "Remember?" – Quinteto
- "You Must Meet My Wife" – Desirée y Fredrik
- "Liaisons" – Madame Armfeldt
- "In Praise of Women" – Conde Carl-Magnus Malcolm
- "Every Day a Little Death" – Condesa Charlotte Malcolm y Anne
- "Weekend in the Country" – Compañía

### Acto II
- Entr'acte – Orquesta
- "Night Waltz I (The Sun Won't Set)" – Quinteto
- "Night Waltz II (The Sun Sits Low)" – Quinteto
- "It Would Have Been Wonderful" – Fredrik y Carl-Magnus
- "Perpetual Anticipation" – Mrs. Nordstrom, Mrs. Segstrom y Mrs. Anderssen
- "Dinner Table Scene" – Orquesta
- "Send in the Clowns" – Desirée
- "The Miller's Son" – Petra
- "The World Won't End/Every Day a Little Death (reprise)" – Desirée y Charlotte
- Reprises ("Soon", "You Must Meet My Wife", "A Weekend in the Country" y "Every Day a Little Death") – Quinteto
- "Send in the Clowns" (Reprise) – Desirée y Fredrik
- "Last Waltz" – Orquesta

tu

## Producciones

### Broadway
A Little Night Music se estrenó en el Shubert Theatre de Broadway el 25 de febrero de 1973 y cerró el 3 de agosto de 1974, después de 601 funciones y 12 previas. El 17 de septiembre de 1973 se había trasladado en el Majestic Theatre. Fue dirigida por Harold Prince, con coreografía de Patricia Birchy escenografía de Boris Aronson. El reparto incluía a Glynis Johns (Desirée Armfeldt), Len Cariou (Fredrik Egerman), Hermione Gingold (Madame Armfeldt), Victoria Mallory, Mark Lambert, Laurence Guittard, Patricia Elliott, George Lee Andrews y D. Jamin Bartlett. Ganó los Premios Tony y del New York Drama Critics 'Circle Mejor Musical.
El 12 de enero de 2009, la Roundabout Theatre Company celebró una gala concierto deA little night music. Dirigido por Paul Gemignani, el reparto incluía a Natasha Richardson (Desirée Armfeldt), Victor Garber (Frederick Egerman), Christine Baranski (Condesa Charlotte Malcolm), Jill Paice (Anne Egerman), Marc Kudisch (Conde Carl-Magnus Malcolm), Vanessa Redgrave (Madame Armfeldt), Steven Pasquale (Henrik Egerman), Kendra Kassebaum (Petra), Alexandra Socha (Fredrika), Maija Lisa Currie (Mrs. Nordstrom), Steven Goldstein (Mr. Erlandson), Leena Chopra (Mrs. Segestrom), Julianne Borg (Mrs. Anderssen) y Philip Cokorinos (Mr. Lindquist).
La puesta en escena tenía la curiosidad que Vanessa Redgrave y Natasha Richardson, madre e hija en la vida real, también tomaban estos roles en el espectáculo. Según informó el New York Post, ambas actrices repetirían los papeles al revival del espectáculo que se estaba preparando al mismo Roundabout, especialmente después de cuán impresionado quedó el mismo Sondheim por sus interpretaciones. [2] Lamentablemente, la muerte accidental de Natasha Richardson poco después impidió seguir con el proyecto.
Sin embargo, la producción londinense realizada por Menier Chocolate Factory tiene previsto abrir las previas el 24 de noviembre de 2009 y estrenó el 13 de diciembre con el mismo equipo creativo. El reparto presenta como estrellas principales a Angela Lansbury como Madame Armfeldt y Catherine Zeta-Jones como Desirée, en su debut en Broadway.
En 2000 se estrenó en Barcelona una versión en catalán dirigida por Mario Gas e interpretada por Vicky Peña, Montserrat Carulla,  Constantino Romero, Mònica López y Jordi Boixaderas.

### La película
En 1978 se realizó una versión cinematográfica del musical, protagonizado por Elizabeth Taylor, Lesley-Anne Down y Diana Rigg, y con tres actores que lo habían representado en Broadway: Len Cariou, Hermione Gingold y Laurence Guittard. La acción se trasladó de Suecia a Austria. Stephen Sondheim dotó de letra a la melodía "Night Waltz" ("Love Takes Time"), y dio una nueva versión a "The Glamorous Life", que ha sido incorporada a varias producciones teatrales posteriores. La película fue la segunda incursión en el cine de Harold Prince. La reacción de la crítica fue muy negativa, señalando las fluctuaciones del peso de Liz Taylor entre escena y escena.

## Música
Virtualmente, toda la música del espectáculo está escrita en tiempo de vals (3 / 4) o variaciones (12 / 8, por ejemplo). La partitura a menudo se interpreta como una opereta por varias compañías profesionales de ópera, ya que la partitura exige mucho de los cantantes, especialmente para el uso del contrapunto.
Irónicamente, la pieza más conocida del espectáculo es un añadido de última hora. En un inicio, Sondheim concibió el papel de Desiree para una actriz que no cantara o que cantara poco. Cuando descubrió que la Desiree original (Glynis Johns) podía cantar pero no mantener una nota, diseñó Send in the Clowns para ella, de manera que pudiera interpretarse con sus limitaciones vocales.

## Reparto
| Personaje                 | Intérprete (Nueva York, 1973) | Intérprete (Londres, 1975) | Intérprete (Londres, 1995) | Intérprete (BCN, 2000)         | Intérprete (Nueva York, 2009) |
| ------------------------- | ----------------------------- | -------------------------- | -------------------------- | ------------------------------ | ----------------------------- |
| Desirée Armfeldt          | Glynis Johns                  | Jean Simmons               | Judi Dench                 | Vicky Peña                     | Catherine Zeta-Jones          |
| Madame Armfeldt           | Hermione Gingold              | Hermione Gingold           | Siân Phillips              | Montserrat Carulla             | Angela Lansbury               |
| Fredrika Armfeldt         | Judy Kahan                    | Christine McKenna          | Claire Coxlaire Cox        | Miranda Gas / Carlota Pons     |                               |
| Henrik Egerman            | Mark Lambert                  | Terry Mitchell             | Brendan O´Hea              | Àngel Llàcer                   | Hunter Ryan Herdlicka         |
| Anne Egerman              | Victoria Mallory              | Veronica Page              | Joanna Riding              | Alícia Ferrer                  | Ramona Mallory                |
| Frederik Egerman          | Len Cariou                    | Joss Ackland               | Laurence Guittard          | Constantino Romero / Mario Gas | Alexander Hanson              |
| Petra                     | D'Jamin Bartlett              | Diane Langton              | Issy Van Randwyck          | Núria Canals                   | Leigh Ann Larkin              |
| Bertrand                  | Will Sharpe Marshall          | Christopher Beeching       |                            | Víctor Guillén                 |                               |
| Conde Carl-Magnus Malcolm | Laurence Guittard             | David Kernan               | Lambert Wilson             | Jordi Boixaderas               | Aaron Lazar                   |
| Condesa Charlotte Malcolm | Patricia Elliot               | Maria Aitken               | Patricia Hodge             | Mireia Ros                     | Erin Davie                    |

## Premios y nominaciones

### Producción de Broadway 1973
Premios Tony
- Premios Tony al Mejor Musical - (Ganador)
- Premio Tony al Mejor Libreto de Musical - Hugh Wheeler (Ganador)
- Premio Tony a la Mejor Partitura - Stephen Sondheim (Ganador)
- Premio Tony a la Mejor Actriz de Musical - Glynis Johns (Ganadora)
- Premio Tony al Mejor Actor de Musical - Len Cariou
- Premi Tony a la Mejor Actriz de Reparto de Musical - Patricia Elliott (Ganadora)
- Premio Tony a la Mejor Actriz de Reparto de Musical - Hermione Gingold
- Premio Tony a la Mejor Actor de Reparto de Musical - Laurence Guittard
- Premio Tony al Mejor Vestuario - Florence Klotz (Ganador)
- Premio Tony a la Mejor Escenografía
- Premio Tony a la Mejor Iluminación
- Premio Tony a la Mejor Dirección de Musical - Harold Prince